# 7SK RNA

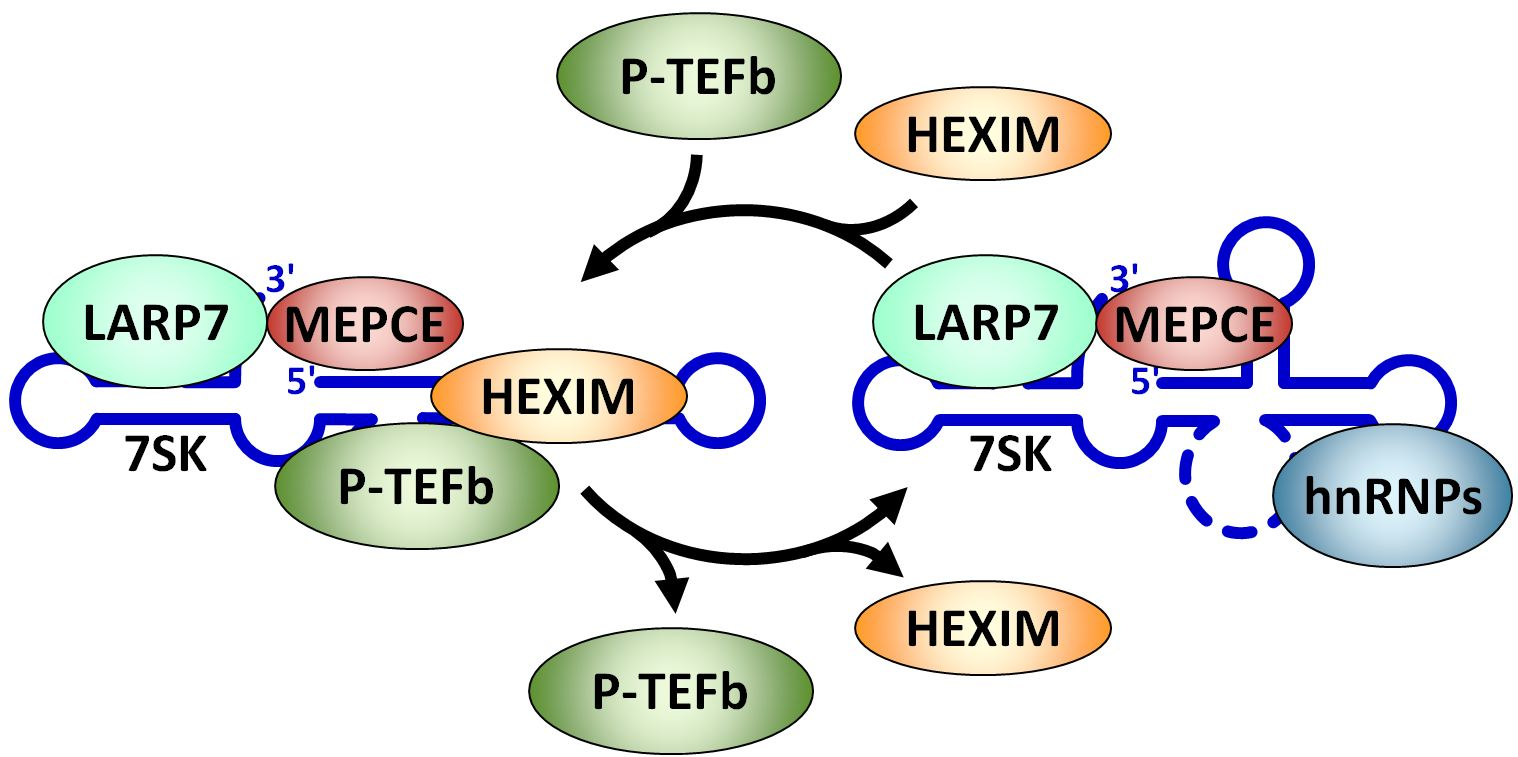
P-TEFbの7SK snRNPへの可逆的結合。P-TEFbは、BRD4またはHIV Tatによって7SK snRNPから放出される。そしてHEXIMも放出され、2つのタンパク質はhnRNPによって置き換えられる。逆方向の過程には、他の未知の因子が必要となる。

7SK RNAは、後生動物に豊富に存在する核内低分子RNA（snRNA）の1つである。7SK RNAは転写調節に関与しており、転写伸長を正に調節する因子であるP-TEFbを制御する。7SK RNAは、安定性や機能を調節する他のいくつかのタンパク質とともにsnRNP（7SK snRNP）として存在する。

## 構造
初期の研究により、細胞内の7SK RNAはいくつかのタンパク質と結合していることが示され、二次構造プロービングからRNA内のさまざまな領域での塩基対形成のモデルが示唆された。7SK snRNPの機能に関するブレイクスルーは、転写を正に制御する転写伸長因子であるP-TEFbがこの複合体の構成要素であることの発見からもたらされた。7SK RNAはP-TEFbに結合し、RNA結合タンパク質HEXIM1もしくはHEXIM2の作用を介してP-TEFbのサイクリン依存性キナーゼ活性を阻害する。7SK RNAの5'末端のγ-リン酸は、キャッピング酵素MEPCEによってメチル化されている。MEPCEは7SK snRNPの恒常的な構成要素である。LARP7も7SK RNAと結合していることが知られており、おそらくRNAの3'末端と相互作用している。MEPCEまたはLARP7のいずれかのsiRNAによるノックダウンは、7SK RNAの不安定化をもたらす。7SK snRNPの一部はP-TEFbとHEXIMを欠いており、その代わりにhnRNPが含まれている。

## 機能
7SK snRNPの主要な機能は、P-TEFbの制御である。P-TEFbは転写の伸長期を調節する因子である。P-TEFbが7SK snRNPの構成要素となっているときには、そのキナーゼ活性は阻害されている。P-TEFbは、HIVのトランス活性化因子であるTatまたはブロモドメイン含有タンパク質BRD4のいずれかによって7SK snRNPから放出される。この放出によって、7SK RNAのコンフォメーション変化とHEXIMの放出が引き起こされる。hnRNPは、P-TEFbとHEXIMを欠いた複合体を安定化する。P-TEFbは特定の遺伝子上での機能を果たした後、未知の機構によって7SK snRNPへ再び取り込まれる。ヒトとショウジョウバエの双方で、7SK snRNPの特性解析が行われている。